# Carl Maria Paul
Carl Maria Paul (* 17. Juli 1838 in Wien; † 12. Februar 1900 ebenda) war ein österreichischer Geologe und Paläontologe.
Paul studierte Geologie an der Universität Wien bei Eduard Suess und war danach zunächst als Praktikant bei der k.k.Geologischen Reichsanstalt in Wien, an der er 1883 Chefgeologe wurde. 1873 bis 1893 war er Herausgeber der Verhandlungen der k.k.Geologischen Reichsanstalt.
Er unternahm stratigraphische Untersuchungen zum Flysch-Sandstein in den Karpaten und Ostalpen und kartierte in der Bukowina und Galizien, wo er besonders die Kreide-Stratigraphie und Erdöl- und Salzlagerstätten untersuchte und als Berater für die Ölförderung wirkte.
1885 wurde er Mitglied der Leopoldina. 1885 erhielt er den Franz-Joseph-Orden.